# Andreas Arfwidsson
Andreas (Anders) Arvid Arfwidsson, född 4 mars 1786 i Landskrona, död 21 maj 1831 i Lund, var en svensk tecknare, grafiker och akademiritmästare.
Han var son till timmerdrängen Jöns Arfwidsson och Maria Clarberg. Arfwidsson började som hantverksmålare och studerade senare vid den danska konstakademien i Köpenhamn i och för Fredric Westin i Stockholm där han blev elev vid Konstakademien 1810. År 1812 blev han ritmästare vid Lunds universitet. Arfwidsson kom att spela en betydelsefull roll för den framväxande konstnärsgenerationen i Skåne. Han var bland annat lärare för Gustaf Wilhelm Palm och Joseph Magnus Stäck samt till en stor mängd konstnärer som var lokalt verksamma i Skåne. Som illustratör illustrerade han flera vetenskapliga verk, bland annat 20 planscher till Carl Adolph Agardhs Icones algarum ineditæ 1820-1821, fågelbilder till Sven Nilssons och bröderna Retzius Analecta ornithologica 1814 samt 10 planscher till Sven Nilssons Petrificata suecana formationis cretacæ 1827. Bland hans andra bevarade arbeten märks porträtten av Henric Schartau, Jakob De la Gardie, Matthias Norberg och Christian Wåhlin. Hans övriga konst består av genrebilder, gatumotiv från Lund, blommor, fåglar, landskap och porträtt samt ett fåtal oljemålningar med motiv från bland annat Häckeberga. Arfwidsson är representerad vid Lunds universitets konstmuseum och Nationalmuseum i Stockholm.